# 市民中心站 (郑州市)
市民中心站是郑州地铁1号线的车站，位于中华人民共和国河南省郑州市中原区西流湖街道建设西路与雪松路交叉口东侧，于2017年1月12日隨鄭州地鐵1號線二期開始試運營而開通。

## 车站结构
市民中心站的主体结构位于建设西路与雪松路交叉口东北角的绿化带地下，呈东西向布置，为地下二层车站，B1層為站厅层，B2層為站台层。
| 1F  | 地面     | 所有出入口                                       | 所有出入口                                       | 所有出入口                                       |
| B1F | 站厅     | 客服中心、自动售票机、行李检查、闸机、车站控制室 | 客服中心、自动售票机、行李检查、闸机、车站控制室 | 客服中心、自动售票机、行李检查、闸机、车站控制室 |
| B2F | █ 1号线  | 往河南工业大学方向（铁炉）                       | 往河南工业大学方向（铁炉）                       | 往河南工业大学方向（铁炉）                       |
| B2F | 岛式站台 | 卫生间                                           | 至站厅                                           |                                                  |
| B2F | █ 1号线  | 往河南大学新区方向（西流湖）                     | 往河南大学新区方向（西流湖）                     | 往河南大学新区方向（西流湖）                     |

### 站厅
市民中心站的站厅位于B1层，设有客服中心、自动售票机、安全检查等设施。站厅由闸机和栏杆分隔为付费区和非付费区，付费区内设有自动扶梯、步梯和无障碍电梯连接站台层。

### 站台
市民中心站的B2层设一座岛式站台，呈东西向，安装有高站台门。北侧站台面由上行（河南工业大学方向）列车使用，南侧站台面由下行（河南大学新区方向）列车使用。在站台西端设有卫生间和母婴室。

### 出入口
市民中心站设有A、B、C共3个出入口，连接地面和站厅的非付费区。其中A口位于建设西路南侧，B口位于雪松路东侧，C口位于建设西路北侧，无障碍电梯设于B口。
该站各出入口信息如下表所示。
| 建设西路雪松路 | 建设西路雪松路 | 建设西路雪松路 | 建设西路雪松路 | 建设西路雪松路 |
| 编号           | 路线           | 路线           | 路线           | 备注           |
| -------------- | -------------- | -------------- | -------------- | -------------- |
| G11            | 三十里铺西     | ⇆              | 火车站北港湾   |                |
| 34             | 通达路西四环   | ⇆              | 火车站北港湾   |                |
| Y19            | 三十里铺西     | ⇆              | 火车站北港湾   | 夜间服务       |
| 郑上1          | 上街汽车站     | ⇆              | 火车站西广场   |                |

| 建设西路雪松路 | 建设西路雪松路 | 建设西路雪松路 | 建设西路雪松路 | 建设西路雪松路 |
| 编号           | 路线           | 路线           | 路线           | 备注           |
| -------------- | -------------- | -------------- | -------------- | -------------- |
| G11            | 三十里铺西     | ⇆              | 火车站北港湾   |                |
| 34             | 通达路西四环   | ⇆              | 火车站北港湾   |                |
| Y19            | 三十里铺西     | ⇆              | 火车站北港湾   | 夜间服务       |
| 郑上1          | 上街汽车站     | ⇆              | 火车站西广场   |                |